# 오하이오 컴퍼니

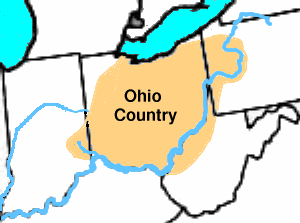
오늘날의 주 경계선을 보여주는 오하이오 영토

오하이오 컴퍼니(Ohio Company), 공식적으로는 버지니아 오하지오 컴퍼니(Ohio Company of Virginia)는 오하이오 영토 안 버지니아 사람들이 세운 정착지, 그리고 그곳의 인디언과 교역하기 위해 만들어진 토지 투자 회사였다. 이 회사는 영국으로부터 토지를 제공받았고 인디언과 조약을 맺었지만프랑스도 그 지역의 소유권을 주장했으며 이런 분쟁이 프렌치 인디언 전쟁에 영향을 끼쳤다.

## 설립
18세기 중반 대영제국의 많은 사람이 애팔래치아산맥 서쪽, 인디언이 많이 살지 않는 오하이오강 계곡을 잠재적 부의 원천으로 여겼다. 1740년대 조지 크로한과 윌리엄 트렌트와 같은 영국과 아일랜드의 사업가가 이 지역으로 움직이고 있었고 수지 맞는 모피 무역을 하는 프랑스 상인과 경쟁을 하고 있었다. 토지 투기꾼은 오하이오 영토를 얻어서 이민자에게 되팔 수 있는 곳으로 여겼다.